# Емілі ВанКемп
Емілі Ірен ВанКемп (англ. Emily Irene VanCamp нар. 12 травня 1986) — канадська актриса, найбільш відома за ролями Емі Ебботт в серіалі «Любов вдівця», Ребеки Харпер в серіалі «Брати і сестри» і Аманди Кларк в серіалі «Помста».

## Біографія
Емілі ВанКемп народилася в канадському місті Порт Перрі 12 травня 1986 року. Має 3 сестер: Моллі, Кеті і Елісон. Вона вільно розмовляє французькою. З раннього дитинства дівчинка любила танцювати, а коли Емілі виповнилося дванадцять років вона отримала пропозицію вступити до Вищої школи балету, розташованої у Квебеку. Після цього вона переїхала в Монреаль.

## Кар'єра
З'явилася в фільмі «Подвійний агент». Також знялася в короткометражному фільмі «Кільце», який є своєрідним мостом між «Дзвінком» і «Дзвінком 2», причому ще знялася Емілі в епізоді другої частини. У 2006 році знялася у фільмі «Чорний ірландець». Найвідомішою її роботою є роль Емі Ебботт в серіалі «Любов вдівця».
У 2007 році ВанКемп приєдналася у 2 сезоні до акторського складу серіалу «Брати і сестри» каналу ABC, як результат співпраці з виконавчим продюсером Грегом Берлаті (партнер по «Любов вдівця»). Персонажем Емілі стала Ребекка Харпер, дочка покійного Уїлльяма Велкера (Том Скеррітт) і його коханки Холлі Харпер (Патріша Уеттіг). У 2010 році вона покинула проєкт. У 2009 році актриса знялася в трилері «Носії». На початку 2011 року, ВанКемп, отримала роль Емілі Торн в прайм-тайм мильній опері «Помста», в якій знімалася до травня 2015 року.
У 2014 році виконала роль агента 13 Шерон Картер в «Перший месник: Інша війна», а у 2016 році повернулася до ролі агента Картер в «Перший месник: Протистояння».

## Особисте життя
В 2017 році заручилася з Джошуа Боуманом, з яким зустрічалася 6 років і знімалася у серіалі «Помста». Пара узаконила свої стосунки 15 грудня 2018 року весіллям на Багамах.
У серпні 2021 року Джошуа та Емілі оголосили про народження первістка, доньки Айріс.

## Фільмографія
| Рік       |    | Українська назва                     | Оригінальна назва                   | Роль               |
| --------- | -- | ------------------------------------ | ----------------------------------- | ------------------ |
| 2000      | тф | Джекі Був'є Кеннеді Онассіс          | Jackie Bouvier Kennedy Onassis      | Жаклін Кеннеді     |
| 2000      | с  | Чи боїшся ти темряви?                | Are You Afraid of the Dark?         | Пеггі Грегорі      |
| 2000      | с  | Радіо Актив                          | Radio Active                        | Беккі Сью Друммонд |
| 2001      | ф  | Загублені й несамовиті               | Lost and Delirious                  | Елісон Моллер      |
| 2001      | с  | Всі душі                             | All Souls                           | Крістін Кейн       |
| 2001      | с  | Кістки                               | Dice                                | Джоанна Вілсон     |
| 2002      | ф  | Будинок на Турецькій вулиці          | No Good Deed                        | Конні              |
| 2002      | тф | Відкупитель                          | Redeemer                            | Алана              |
| 2002      | с  | Місто Демонів                        | Glory Days                          | Сем Долан          |
| 2002—2006 | с  | Евервуд - місто на пагорбі           | Everwood                            | Емі Еббот          |
| 2004      | ф  | Подвійний агент                      | A Different Loyalty                 | Джен Тайлер        |
| 2005      | кф | Дзвінки                              | Rings                               | Емілі              |
| 2005      | ф  | Дзвінок 2                            | The Ring Two                        | Емілі              |
| 2007      | с  | Закон і порядок: Спеціальний корпус  | Law & Order: Special Victims Unit   | Шарлотта           |
| 2007      | ф  | Чорний ірландець                     | Black Irish                         | Кейтлін Маккей     |
| 2007—2010 | с  | Брати і сестри                       | Brothers & Sisters                  | Ребекка Гарпер     |
| 2009      | ф  | Носії                                | Carriers                            | Кейт               |
| 2010      | с  | Бен-Гур                              | Ben Hur                             | Естер              |
| 2010      | ф  | Норман                               | Norman                              | Емілі Гарріс       |
| 2011      | тф | За межами дошкиBeyond the Blackboard | Стейсі Бесс                         |                    |
| 2011—2015 | с  | Помста                               | Revenge                             | Емілі Торн         |
| 2014      | ф  | Перший месник: Друга війна           | Captain America: The Winter Soldier | Шерон Картер       |
| 2015      | ф  | Дівчина в книзі                      | The Girl in the Book                | Еліс Гарві         |
| 2016      | ф  | Перший месник: Протистояння          | Captain America: Civil War          | Шерон Картер       |
| 2016      | ф  | Кордони                              | Boundaries                          | Емілі Прайс        |
| 2018—2022 | с  | Ординатор                            | The Resident                        | Ніколетт Невін     |
| 2021      | с  | Сокіл та Зимовий солдат              | The Falcon and the Winter Soldier   | Шерон Картер       |
| 2021—2024 | мс | А що як...?                          | What If...?                         | Шерон Картер       |
| 2023      | ф  | Диявол у деталях. Справа Міранди     | Miranda's Victim                    | Енн Вейр           |
| 2024      | с  | Упередження                          | Prejudice                           | Леслі Велінгтон    |

## Нагороди та номінації
| рік  | нагорода                      | Категорія | фільм | результат |
| ---- | ----------------------------- | --- | --- | --------- |
| 2003 | Teen Choice Awards            | Краща актриса драматичного / пригодницького серіалу                                                                      | Любов вдівця \|style="background: #FDD; color: black; vertical-align: middle; text-align: center; " class="no table-no2"\|Номінація |           |
| 2004 | Teen Choice Awards            | style="background: #FDD; color: black; vertical-align: middle; text-align: center; " class="no table-no2"\|Номінація     | Любов вдівця \|style="background: #FDD; color: black; vertical-align: middle; text-align: center; " class="no table-no2"\|Номінація |           |
| 2004 | молодий актор                 | style="background: #FDD; color: black; vertical-align: middle; text-align: center; " class="no table-no2"\|Номінація     | Любов вдівця \|style="background: #FDD; color: black; vertical-align: middle; text-align: center; " class="no table-no2"\|Номінація |           |
| 2005 | Teen Choice Awards            | style="background: #FDD; color: black; vertical-align: middle; text-align: center; " class="no table-no2"\|Номінація     | Любов вдівця \|style="background: #FDD; color: black; vertical-align: middle; text-align: center; " class="no table-no2"\|Номінація |           |
| 2005 | Teen Choice Awards            | style="background: #FDD; color: black; vertical-align: middle; text-align: center; " class="no table-no2"\|Номінація     | Любов вдівця \|style="background: #FDD; color: black; vertical-align: middle; text-align: center; " class="no table-no2"\|Номінація |           |
| 2010 | Breckenridge Festival of Film | Кращий акторський склад                                                                                                  | Norman \|style="background: #99FF99; color: black; vertical-align: middle; text-align: center; " class="yes table-yes2"\|Перемога   |           |
| 2010 | San Diego Film Festival       | style="background: #99FF99; color: black; vertical-align: middle; text-align: center; " class="yes table-yes2"\|Перемога | Norman \|style="background: #99FF99; color: black; vertical-align: middle; text-align: center; " class="yes table-yes2"\|Перемога   |           |
| 2012 | NewNowNext Awards             | Наступна мега зірка | помста \|style="background: #FDD; color: black; vertical-align: middle; text-align: center; " class="no table-no2"\|Номінація       |           |
| 2012 | Teen Choice Awards            | style="background: #FDD; color: black; vertical-align: middle; text-align: center; " class="no table-no2"\|Номінація     | помста \|style="background: #FDD; color: black; vertical-align: middle; text-align: center; " class="no table-no2"\|Номінація       |           |
| 2013 | Teen Choice Awards            | style="background: #FDD; color: black; vertical-align: middle; text-align: center; " class="no table-no2"\|Номінація     | помста \|style="background: #FDD; color: black; vertical-align: middle; text-align: center; " class="no table-no2"\|Номінація       |           |
| 2015 | People's Choice Awards        | style="background: #FDD; color: black; vertical-align: middle; text-align: center; " class="no table-no2"\|Номінація     | помста \|style="background: #FDD; color: black; vertical-align: middle; text-align: center; " class="no table-no2"\|Номінація       |           |